# Vật liệu nổ

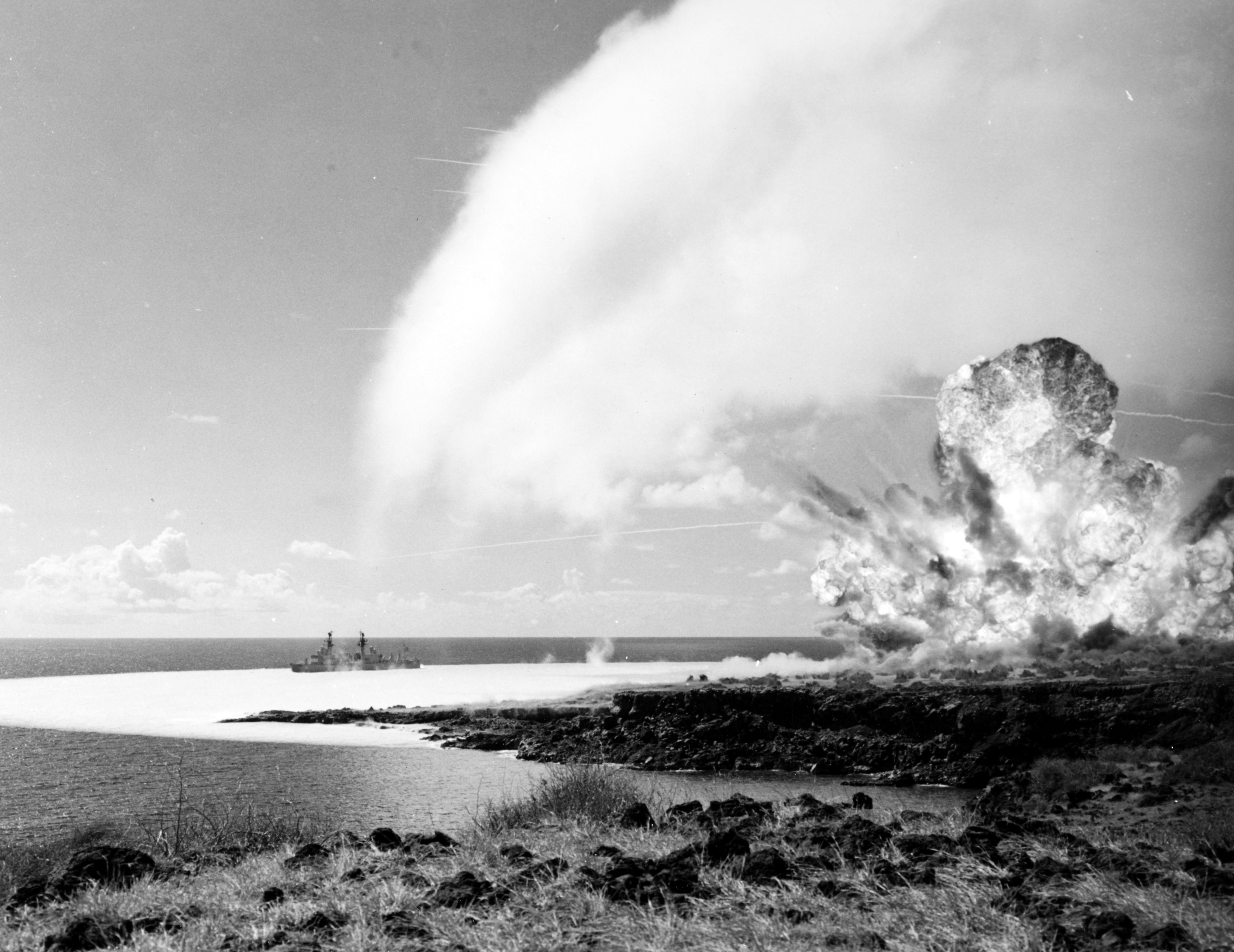
Phát nổ chất nổ TNT 500 tấn như một phần của chiến dịch Mũ thủy thủ năm 1965

Vật liệu nổ là chất hóa học hay các hợp chất, các vật liệu có khả năng tạo thành một thể tích khí lớn (gấp 15.000 lần thể tích ban đầu), phát ra nhiệt độ cao (3000 - 4000 độ C), áp suất rất cao, trong thời gian rất ngắn (1/10000 giây).
Các đặc trưng của một vật liệu nổ: 
Nó là một chất hóa học hay hợp chất hóa học không ổn định (không bền). Sự tăng lên đột ngột của chất nổ thường kết hợp bởi việc tạo ra nhiệt độ cao và thay đổi rất lớn về áp xuất. Chất nổ có khả năng tạo ra một vụ nổ khi có kích thích ban đầu. Các kích thích ban đầu có thể là các xung cơ học, đâm chọc, va đập, cọ xát, nhiệt

## Các loại vật liệu nổ

### Thuốc mồi nổ
Thuốc nổ mồi là thuốc nổ có độ nhạy rất cao, dễ dàng bị gây nổ bằng cách xung kích thích đơn giản, cường độ nhỏ như: va đập, cọ xát, đâm chọc, tia lửa. Thuốc nổ mồi có độ nhạy va đập cao hơn thuốc nổ phá từ 20 đến 30 lần. Vì vậy chúng thường được sử dụng trong các kíp nổ.
Tùy theo bản chất cấu trúc, thành phần hóa học của thuốc nổ mồi mà có nhiều cách phân loại khác nhau.
a) Phân loại theo thành phần hóa học:
- Thuốc nổ mồi đơn: là loại chỉ có một thành phần như azit chì, Stuphinat chì, fulminat thủy ngân..
- Thuốc nổ mồi hỗn hợp: là loại có hai thành phần trở lên.
b) Phân loại theo bản chất, cấu trúc:
- Muối của kim loại nặng
- Dẫn xuất của các nitohydro không no
- Acetylua kim loại

### Thuốc nổ phá đơn
Là chất nổ có tốc độ nổ lớn, thông thường tốc độ nổ  của chúng từ 6500 m/s đến hơn 9000 m/s.: TNT, TNP, RDX (Hexogen), HMX(Octogen), PETN, Tetryl, Glycerin Trinitrat, HNB, CL-20, Octanitrocubane....Đa số thuốc nổ phá đơn có độ nhạy cao hợn và khó kích nổ hơn thuốc nổ mồi nên chúng cần phải dùng kíp nổ để phát nổ hoàn toàn.

### Thuốc nổ hỗn hợp
Trong thực tế khi sử dụng các loại thuốc nổ phá đơn vẫn tồn tại một số nhược điểm như: sức công phá chưa cao, độ nhạy cao, công nghệ sản xuất phức tạp. Vì vậy người ta phải sử dụng thuốc nổ hỗn hợp nhằm khắc phục các nhược điểm trên.
Các loại thuốc nổ hỗn hợp:
- Thuốc nổ thuần hóa
- Hỗn hợp các thuốc nổ đơn
- Thuốc nổ hỗn hợp có chứa nhôm
- Thuốc nổ hỗn hợp dạng dẻo (C-1, C-2, C-4, Composition C....)

### Thuốc phóng
Tạo ra cháy với hiệu quả riêng biệt. 
- Dạng chất rắn gồm có: Thuốc phóng không khói, thuốc phóng một thành phần, thuốc phóng hai thành phần, thuốc phóng đa thành phần.
- Dạng chất lỏng.
- Dạng khí.

## Ứng dụng

### Trong lĩnh vực quân sự
Trong lĩnh vực quân sự các loại vật liệu nổ được nhồi vào trong đạn dược. Các loại thuốc phóng được nhồi vào trong các ống liều làm liều đẩy đạn đến mục tiêu. Việc chọn loại thuốc phóng và khối lượng thuốc phóng sử dụng trong ống liều quyết định đến tầm bắn của đạn.

### Trong dân sự
Trong dân sự một số loại thuốc nổ uy lực trung bình sẽ được sử dụng vào khai thác than, đá, sử dụng trong một số lĩnh vực công nghiệp. Thuốc phóng là nguyên liệu để sản xuất pháo hoa.